# Reform der Karwochenliturgie
Eine Reform der Liturgie der Karwoche wurde in der römisch-katholischen Kirche in den Jahren 1951 bis 1956 unter dem Pontifikat Papst Pius’ XII. durchgeführt und veränderte vor allem die Feier des Palmsonntags, des Gründonnerstags, des Karfreitags und der Osternacht. Weitere Änderungen ergaben sich ab 1969 durch die Liturgiereform infolge der Konstitution des Zweiten Vatikanischen Konzils Sacrosanctum Concilium über die heilige Liturgie.

## Historische Entwicklung
Die Feier der Auferstehung Jesu Christi wurde seit dem 2./3. Jahrhundert als Vigil, das heißt Nachtwache, in der Nacht zum Ostersonntag gefeiert, woraus sich die Bezeichnung Osternacht bzw. Ostervigil ableitet. In zwei aufeinanderfolgenden Phasen, einer nächtlichen Trauerphase und einer morgendlichen Freudenphase mit österlicher Eucharistiefeier, wird des rettenden Handelns Gottes an den Menschen gedacht. In den folgenden Jahrhunderten kamen ein Taufgottesdienst (4. Jahrhundert) und eine Lichtfeier (ab dem 6./7. Jahrhundert) hinzu; die Osternacht wurde die „Taufnacht des Jahres“.
Seit dem 4. Jahrhundert entfaltete sich die Osterfeier in ein erstes Triduum Sacrum mit Schwerpunkt auf dem Gedächtnis des Leidens und Sterbens Jesu (Gründonnerstag, Karfreitag und Karsamstag) und ein zweites als Gedächtnis der Auferstehung (Ostersonntag bis Osterdienstag). Seit der Spätantike verselbständigten sich die einzelnen Tage und ihre liturgischen Feiern.
Die Liturgie der Osternacht als Nachtwache dauerte mehrere Stunden. Mit der Zeit ging die Zahl an Erwachsenentaufen immer weiter zurück, und die Zeitdauer der Vigil verkürzte sich ab dem 6. Jahrhundert; schließlich endete die Feier der Osternacht schon vor Mitternacht. Die Spendung der Taufe entfiel, die Weihe des Taufwassers blieb erhalten. Ab dem 8. Jahrhundert begann man unter gallischem Einfluss immer früher am Abend, am Nachmittag und schließlich bereits am Vormittag des Karsamstags mit der Feier. Der Vorschrift, die Vigilfeier könne erst nach der Non beginnen, tat man Genüge, indem man die Non ebenfalls vorverlegte. Die Karmette zum Karsamstag begann ohnehin bereits am Abend des Karfreitags. Dies geschah zunächst mit kirchlicher Duldung, bis Papst Pius V. hieraus eine Vorschrift machte und die Abendmessen selbst am Vorabend von Ostern untersagte. Im Missale Romanum von 1570 war die Osternacht festgelegt mit den Bestandteilen Feuerweihe – Lichtfeier – Wortgottesdienst (Altes Testament) – Taufwasserweihe – Wortgottesdienst (Neues Testament) – Eucharistiefeier – Vesper. Auch am Gründonnerstag war seit 1570 der Termin für die einzige heilige Messe der Vormittag.

## Neuordnung ab 1951
Eine bedeutende Veränderung des Missale Romanum brachte die in den Jahren 1951 bis 1956 unter Papst Pius XII. durchgeführte Neuordnung der Liturgie der Karwoche und der Osternacht.
Im Zuge der liturgischen Erneuerung im 20. Jahrhundert war die Auferstehungsfeier am Morgen des Karsamstags zunehmend als unpassend empfunden worden. Zum einen führte der frühe Zeitpunkt der Feier dazu, dass die Auferstehungsfeier mitten im Tag der eigentlichen Grabesruhe Christi lag, zum anderen wurde anschließend trotz des Osterjubels in der heiligen Messe weiter gefastet, denn das Osterfasten endete erst mittags. Die Gläubigen konnten zudem an den morgendlichen Gottesdiensten des Triduum Sacrum in der Regel nicht teilnehmen, weil die Kartage nicht mehr, wie im Mittelalter, als Feiertage begangen wurden, sondern seit Beginn der Neuzeit zu normalen Arbeitstagen geworden waren. Papst Urban VIII. strich infolgedessen das Triduum Sacrum aus der Liste der gebotenen Feiertage. Die wichtigsten Feiern im Kirchenjahr fanden nun oft als reine Klerikergottesdienste statt.
Schon in den 1930er-Jahren gab es daher Versuche auf Gemeindeebene, die Auferstehungsfeier in die Osternacht zurückzuverlegen. Wichtige Impulse kamen aus der liturgiewissenschaftlichen Forschung, vor allem von dem Maria Laacher Benediktiner Odo Casel. In den 1940er-Jahren wurde das Anliegen dem Papst vorgetragen. Pius XII. beauftragte die Kongregation für die Riten 1946 mit der Überarbeitung des Ordo Hebdomadae Sanctae, der liturgischen Ordnung für die heilige Woche. Am 9. Februar 1951 erließ diese Kongregation auf Geheiß des Papstes ein Dekret zur Wiederherstellung der Ostervigil, Dominicae resurrectionis vigiliam. Die Regelungen galten zunächst „ad experimentum“ für ein Jahr, 1952 wurden sie für drei weitere Jahre verlängert. Am 16. November 1955 erließ die Ritenkongregation das Generaldekret Maxima redemptionis nostrae mysteria, mit dem die ganze Liturgie der heiligen Woche in einem Ordo hebdomadae sanctae restitutus („Erneuerte Ordnung der heiligen Woche“) neu gefasst wurde. Der Ordo trat am Palmsonntag, den 25. März 1956 in Kraft.
Wesentliche Neuerung war die Anordnung einer hora competens („angemessenen Uhrzeit“) für die liturgischen Feiern. So fand nun die Messe vom letzten Abendmahl am Gründonnerstag wieder am Abend statt, die Feier vom Leiden und Sterben Christi am Karfreitag zur biblisch überlieferten Sterbestunde Jesu (der „neunten Stunde“ = 15 Uhr) und die Auferstehungsfeier in der Nacht zum Ostersonntag. Damit sollte erreicht werden, dass alle Gläubigen leichter an den Feiern teilnehmen könnten und die Gottesdienste nicht weiter von Klerikern ecclesiarum aulis saepe quasi desertis („in oft leeren, verlassenen Kirchen“) vollzogen würden. Die Zeiten für das Stundengebet wurden entsprechend angepasst.
Tiefgreifender war die deutliche Veränderung der Rubriken und Messformulare, und zwar nicht aus historischen Gründen durch „Musealrestauration“ einer bestimmten Phase ihrer Entwicklungsgeschichte, sondern aus seelsorglichen Gründen: „dass die Gläubigen die ehrwürdigen Gottesdienste dieser Tage […] leichter besuchen und frömmer und fruchtbarer mitfeiern können“. Neben dem feierlichen Vollzug der Liturgie mit einer größeren Anzahl von liturgischen Diensten („Ritus sollemnis“) gab es nun eine einfache Form („Ritus simplex“). Die Aufgaben des Diakons im feierlichen Ritus konnten ab 1957 im Ritus simplex von einem zweiten Priester oder von einem Diakon übernommen werden, auch wenn kein Subdiakon mitwirkte. So wurde auf die Möglichkeiten und Grenzen auch kleiner Gemeinden Rücksicht genommen.
Ab 1969 ergaben sich weitere Änderungen im Rahmen der Liturgiereform, die dem Zweiten Vatikanischen Konzil folgte, das bestimmt hatte: „Die Riten mögen den Glanz edler Einfachheit an sich tragen und knapp, durchschaubar und frei von unnötigen Wiederholungen sein.“

## Liturgische Veränderungen

### Liturgische Gewänder
Bis zur Reform trugen Diakon und Subdiakon am Palmsonntag, am Karfreitag und in der Osternachtfeier nicht Dalmatik und Tunicella, sondern eine vorn nach oben gefaltete Kasel (Planeta plicata) bzw. eine breite Stola (Stola latior). Dieser Gebrauch der liturgischen Gewänder, der aus der Zeit vor der Einführung von Dalmatik und Tunicella beibehalten wurde, war vorgeschrieben für Kathedral-, Kloster- und Pfarrkirchen; an kleineren Kirchen war er nicht gestattet. Die Trageform geriet jedoch bereits Anfang des 20. Jahrhunderts mehr und mehr aus der Übung. Bereits vor dem Zweiten Vatikanischen Konzil, mit dem neuen Codex Rubricarum von 1960 (Nr. 137), wurde diese Variante in der liturgischen Kleidung dann komplett, also auch für Advent, Fastenzeit und Quatembertage, gestrichen.
Liturgische Farben
|                | Vor der Reform                                                                                                   | Ab 1951/1956 | Nach dem II. Vatikanischen Konzil                                                    |
| -------------- | --- | --- | ------------------------------------------------------------------------------------ |
| Palmsonntag    | Palmweihe, Prozession und Messfeier violett                                                                      | Palmweihe und Prozession rot, Messfeier violett; Wechsel der Paramente an den Sedilien oder in der Sakristei                                                 | rot (Messparamente, zur Prozession kann der Hauptzelebrant auch das Pluviale tragen) |
| Gründonnerstag | weiß | weiß (Entblößung der Altäre: Albe und violette Stola) | weiß                                                                                 |
| Karfreitag     | schwarz; zur Kreuzverehrung wird die Kasel abgelegt; weißes Schultervelum zur Prozession mit dem Allerheiligsten | Albe und schwarze Stola, zu den Fürbitten schwarzes Pluviale, weißes Schultervelum zur Prozession mit dem Allerheiligsten, zur Kommunionfeier violette Kasel | rot                                                                                  |
| Osternacht     | violett, Diakon beim Exsultet weiß, zur Messfeier weiß                                                           | violett, Diakon beim Exsultet weiß, nach der Taufwasserweihe alle weiß                                                                                       | weiße Paramente                                                                      |

### Zeiten der Gottesdienste
|                | Vor der Reform | Ab 1951/1956 |
| -------------- | --- | --- |
| Palmsonntag    | am Vormittag | Palmweihe und Prozession vor dem Hauptgottesdienst; wo eine Prozession nicht möglich ist, kann separat ein Wortgottesdienst zum Thema des messianischen Einzugs Christi gehalten werden.                                                                         |
| Gründonnerstag | Karmetten wurden am Mittwochabend vorausgefeiert; eine einzige Messfeier am Vormittag, in der Bischofskirche Chrisammesse mit Weihe der heiligen Öle | am Abend, Beginn nicht vor 17 Uhr, nicht nach 20 Uhr (bei Bedarf zweimal), bei dringender Notwendigkeit zusätzlich auch am Morgen; Chrisammesse in der Bischofskirche am Vormittag, kann aber auch bereits an einem früheren Tag in der Karwoche gefeiert werden |
| Karfreitag     | am Vormittag (Metten bereits am Abend des Gründonnerstags)                                                                                           | gegen 15 Uhr, aus seelsorglichen Gründen auch später, jedoch nicht nach 18 Uhr |
| Osternacht     | am Vormittag des Karsamstag (Metten bereits am Abend des Karfreitags)                                                                                | in der Nacht; Beginn nicht vor Einbruch der Dunkelheit, Ende nicht nach der Morgendämmerung des Sonntags; Beginn der heiligen Messe im Idealfall zur Mitternachtsstunde                                                                                          |

### Lesung der Passion
Die Lesungen der Passion am Palmsonntag, am Dienstag und Mittwoch der Karwoche und am Karfreitag sind seit der Reform nicht mehr in zwei unterschiedliche Teile gegliedert. Wurde der Großteil der Passion im Ferialton gesungen oder gelesen, trug man den letzten Teil im feierlicheren Evangelienton vor. Unterbrechend wirkte auch das zu jeder Verkündigung des Evangeliums gehörende Gebet des Zelebranten „Munda cor meum“. Das Evangelienbuch wurde, außer am Karfreitag, inzensiert. Nach der Reform wurde das Gebet „Munda cor meum“ durch den Zelebranten vor Beginn der Passion gebetet, diese aber nicht im Evangelienton, sondern komplett im Ferialton gesungen oder aber gelesen.

### Veränderungen in der Liturgie des Palmsonntags
Der Palmsonntag wurde neu Dominica II Passionis seu in palmis, „Zweiter Passionssonntag oder Palmsonntag“, genannt. Allerdings setzte sich die Bezeichnung Zweiter Passionssonntag nicht durch. Seit 2002 heißt er liturgisch Dominica in palmis de Passione Domini, „Palm- und Passionssonntag“.
Die Palmprozession erhielt gegenüber der Palmweihe ein größeres Gewicht. Die Anzahl der Orationen zur Palmweihe wurde reduziert und die Weihepräfation mitsamt einem Sanctus unterblieb gänzlich. Bis 1955 war die Palmweihe eine Missa Sicca und fand mitten vor dem Hochaltar oder an seiner Epistelseite statt. Nach 1955 fand diese an einem anderen Ort als die nachfolgende Messe statt, etwa in einer Kapelle; die Palmprozession zog von dort zur Kirche. War das nicht möglich, sollte die Palmweihe in der Kirche nicht am Altar, sondern an einer Kredenz stattfinden, die Palmprozession sollte von dort einen längeren Weg (per aliquam viam longiorem) nehmen, möglichst außerhalb des Kirchenraumes. Dazu war Rot als die liturgische Farbe für Palmweihe und Prozession vorgegeben, um den Gedanken an das Königtum Christi hervorzuheben. Für die Messe blieb die liturgische Farbe noch bis zum Zweiten Vatikanischen Konzil Violett.
Beim Segensgebet über die Zweige wurde auf die Einengung auf die nur im Mittelmeerraum zur Verfügung stehenden Palmzweige (palmarum rami) oder Olivenzweige (olivarum rami) verzichtet, gegebenenfalls galt der Segen „diesen Zweigen“ (hos arborum ramos). Beim Einzug in die Kirche unterblieb das dreimalige Anklopfen mit dem Schaft des nun nicht mehr violett verhüllten Vortragekreuzes an die geschlossene Kirchentür. Auch die Lesung der Passion wurde gekürzt. Wurde allerdings früher stets die Passion nach Matthäus vorgetragen, so wurde seit 1969 je nach Lesejahr die Passion eines der synoptischen Evangelien gelesen.

### Montag, Dienstag und Mittwoch der Karwoche
Die zusätzlichen Orationen „Gegen die Verfolger der Kirche“ („Contra persecutores Ecclesiae“) in den Messfeiern der Kar- und Osterwoche entfielen.
Bei der Verlesung der jeweiligen Passion (nach Markus bzw. Lukas) am Dienstag und Mittwoch fällt ab 1955 der Abschnitt vom letzten Abendmahl weg. Mit der nach dem Zweiten Vatikanischen Konzil 1969 eingeführten Leseordnung entfällt die Lesung der Passion an den Werktagen der Karwoche ganz.

### Gründonnerstag
Die Verlegung der Fußwaschung (Mandatum) in die Messe vom letzten Abendmahl war die deutlichste Veränderung; vorher fand sie „zu geeigneter Stunde“ statt: in der Mette am Morgen oder separat nach der morgendlichen heiligen Messe und der Entblößung des Altars. Dieser Ritus wird verpflichtend in Bischofs- und Abteikirchen vollzogen, kann aber seit der Reform auch in Pfarrkirchen gefeiert werden. Die Reform von 1955 ging noch von der Fußwaschung an zwölf (älteren) Männern aus, das Missale von 1970 nennt keine Anzahl, spricht aber weiterhin von Männern.
In der abendlichen Messe soll nun auch eine Homilie gehalten werden. Weiterhin sollen während des Gloria, genau wie in der Osternacht, die Glocken geläutet werden; an Orten mit mehreren Kirchen sollen jedoch die Glocken aller Kirchen zur gleichen Zeit läuten wie in der Kathedral- oder Hauptkirche. Beim Agnus Dei endet auch die dritte Anrufung mit Miserere nobis „Erbarme dich unser“, das folgende Gebet des Priesters Domine Jesu Christe, qui dixisti entfällt, ebenfalls der Friedenskuss, der bereits vor der Reform Pius’ XII. ausgelassen worden war. Die Entlassformel lautet wie in anderen Messen, bei denen eine Fortsetzung folgt, statt Ite missa est Benedicamus Domino. Der Schlusssegen und das Schlussevangelium entfallen.
Am Gründonnerstag sind Privatmessen seit der Reform untersagt. Die Weihe der heiligen Öle in Kathedralkirchen ist nicht mehr Teil der Messe vom letzten Abendmahl, sondern wird in der Chrisammesse am Morgen des Gründonnerstags vollzogen. Die Ölweihe findet (wie die Palmweihe am Palmsonntag) nicht länger am Hochaltar, sondern an einer Kredenz statt.
Der Tabernakel soll leer sein, die Hostien für die Messfeier am Gründonnerstag und die Liturgie am Karfreitag werden in der Messe vom letzten Abendmahl konsekriert. Für die Übertragung des Allerheiligsten wird nicht mehr nur eine einzelne Hostie verwendet, sondern das Ziborium mit den konsekrierten Hostien, mit einem Velum verhüllt, wird in Prozession zu einem Repositionsaltar in einer Kapelle oder einem Seitenaltar der Kirche übertragen (Repositio sacramenti). Zuvor war üblich, dass der Priester die Hostie für den Karfreitag in den Kelch legte, den er mit einer umgedrehten Patene und der Palla bedeckte. Der Kelch wurde mit einem Korporale, das mit einem Band um den Kelchknauf fixiert wurde, umschlossen und blieb bis zur Übertragung auf den Repositionsaltar auf dem Altar stehen. Daher verlief die heilige Messe ab der Kommunion nach den liturgischen Regeln einer Messe vor ausgesetztem Allerheiligsten: Der Priester beugte das Knie, wenn er vor der Altarmitte herging; wenn er sich zur Entlassungsformel und zum Schlusssegen zur Gemeinde wandte, tat er dies nicht in der Mitte des Altars, sondern von der Evangelienseite aus, um dem Allerheiligsten nicht den Rücken zuzuwenden. Diese Vorschriften entfielen mit der Reform.
Nach der Reposition beteten die Kleriker die Vesper. Danach wurden die Altäre vom Zelebranten in Albe und violetter Stola mit seiner Assistenz entblößt, „entkleidet“; dabei wurde der Psalm 22 mit der Antiphon Sie haben meine Kleider unter sich geteilt und über mein Gewand das Los geworfen gesprochen. Die Altartücher und jeder Schmuck wurden abgenommen, nur ein verhülltes Kruzifix und einige Leuchter blieben auf dem Altar oder wurden ebenfalls entfernt. Dann wurden die Altäre mit Wein und Wasser abgewaschen. Dieser Ritus bedeutete den Beginn der Zeit ohne Messfeier und erinnerte an die Einsamkeit und Verlassenheit Jesu und seine Entblößung zu Beginn der Passion. Seit dem Zweiten Vatikanischen Konzil erfolgt die Entblößung erst nach Abschluss der Feier, die Abwaschung ist entfallen.
Die Anbetung des Allerheiligsten am Repositionsaltar (sogenannte Ölbergstunde) soll laut der zum Dekret gehörenden Instructio wenigstens bis Mitternacht dauern; zu diesem Zeitpunkt wird das Gedächtnis der Einsetzung der Eucharistie abgelöst von der Erinnerung an die Passion Jesu. Die Ausstattung des Repositionsortes soll von „ernster Schlichtheit“ sein, die Anbetung nach Mitternacht „ohne jede Feierlichkeit“.

### Karfreitag

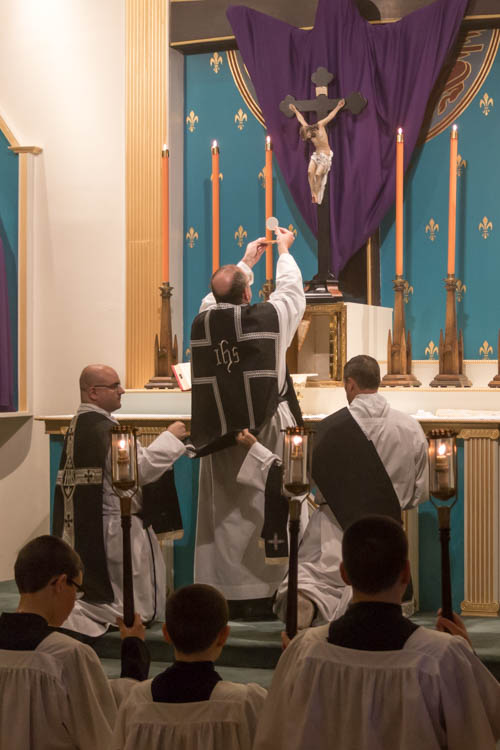
Präsanktifikatenmesse am Karfreitag im Ritus von vor 1955: Liturgische Farbe schwarz für die Kommunionfeier. Einhändige Elevation. Planeta plicata und Stola latior von Diakon bzw. Subdiakon.

Die alte Bezeichnung Feria Sexta in Parasceve („Freitag an Parasceve“, d. h. „am Rüsttag“) wurde durch Feria Sexta in Passione et Morte Domini („Freitag vom Leiden und Sterben des Herrn“) ersetzt. Die Struktur der Karfreitagsliturgie blieb gleich. In der Feier vom Leiden und Sterben Christi wird kein Weihrauch verwendet. Nach der einleitenden Prostratio wird nun eine Oration gesprochen. Der Altar wird erst zu den Großen Fürbitten und nicht bereits während der Prostratio mit einem Altartuch bedeckt.
Auch bei der „Fürbitte für die Juden“ beugen die Gläubigen nun das Knie. Der Text blieb 1955 unverändert, er wurde seitdem zwischen 1958 und 1970 schrittweise geändert. Die Fürbitte „für die Irrgläubigen und Abtrünnigen“ erhielt neu die Überschrift „Für die Einheit der Kirche“.
Zur Kreuzverehrung wird von Diakon oder Priester ein Kruzifix in den Altarraum getragen, das von zwei Ministranten mit Leuchtern begleitet wird. Vor der Reform standen das verhüllte Kruzifix und die Leuchter wie in der vorhergegangenen Passionszeit auf dem Altar, das Kruzifix wurde zur Kreuzverehrung vom Altar geholt, enthüllt und nach der Kreuzverehrung wieder dorthin zurückgetragen. Die Kreuzverehrung wurde dahingehend vereinfacht, dass statt drei doppelten Kniebeugen drei einfache Kniebeugen erfolgten. Auch die Verwendung eines violetten Kissens mit einem das Grabtuch symbolisierenden weißen Leinentuch, auf die das Kreuz bei der Kreuzverehrung gelegt wurde, entfällt in der neuen Feier vom Leiden und Sterben Christi. Das Kruzifix wird bei der Verehrung von zwei Akolythen oder Ministranten oder auch dem Zelebranten selbst gehalten, die mittig auf den Altarstufen der Gemeinde zugewandt stehen. Stattdessen können auch Leuchterträger die Kreuzverehrung begleiten. Dann stellen die Ceroferare zu Beginn der Fußfälle die Leuchter neben das Kruzifix und verharren kniend zur Rechten und zur Linken. Vor der Reform verblieben die Leuchter auf dem Altar und wurden gegen Ende der Kreuzverehrung angezündet, vor der Prozession mit dem Allerheiligsten. Dass der Zelebrant und seine Assistenz zur Kreuzverehrung die Schuhe ablegen, ist nicht mehr vorgeschrieben, aber fakultativ möglich.
Zur Prozession, bei der das Allerheiligste vom Repositionsaltar zum Hochaltar getragen wird, sang man nicht mehr den Hymnus Vexilla regis, sondern es waren zunächst drei kurze Antiphonen vorgesehen. In der weiteren Entwicklung ab 1970 setzte sich zur Übertragung Stille durch.
Die Kommunion in Form der am Gründonnerstag vorgewandelten Gaben wird auch den Gläubigen gespendet. Die alten, an die heilige Messe erinnernden Riten der Präsanktifikatenmesse wurden durch eine vereinfachte Kommunionfeier ersetzt, so wurden zum Beispiel die Elevation der Hostie und die archaische Kontaktkonsekration von Wein durch das Einsenken eines Bruchstücks der Hostia praesanctificata abgeschafft.
Eine weitere Änderung betraf die liturgischen Gewänder und deren Farbe. Trug der Zelebrant vor der Reform nahezu bei der gesamten Feier eine schwarze Kasel, die er allein zur Kreuzverehrung ablegte, trug er nach der Reform im ersten Teil der Feier gar kein liturgisches Obergewand, sondern nur Albe und schwarze Stola. Zu den Großen Fürbitten, die nun nicht mehr an der Epistelseite, sondern in der Mitte des Altares gebetet wurden, legte der Hauptzelebrant dann einen schwarzen Chormantel an und zur Kommunionfeier eine violette Kasel. Diakon und Subdiakon trugen entsprechend Dalmatik und Tunicella (schwarz zu den Fürbitten, violett zur Kommunionfeier); die gefalteten Kaseln (schwarz) und die Stola latior wurden auch in der Karfreitagsliturgie abgeschafft. Neu war auch, dass Diakon und Subdiakon nicht mehr geradlinig hinter dem Zelebranten gestaffelt auf den Stufen des Altares standen, sondern den Zelebranten bei den Großen Fürbitten flankierten.

### Osternacht

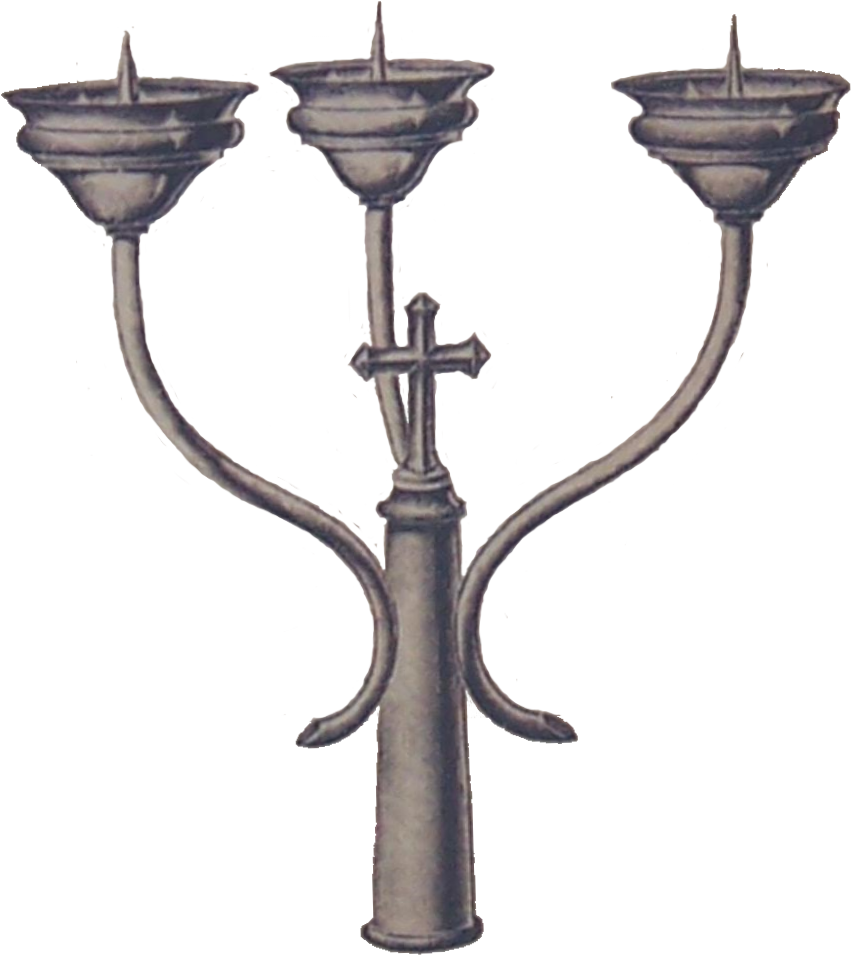
Triangelleuchter vor 1951.

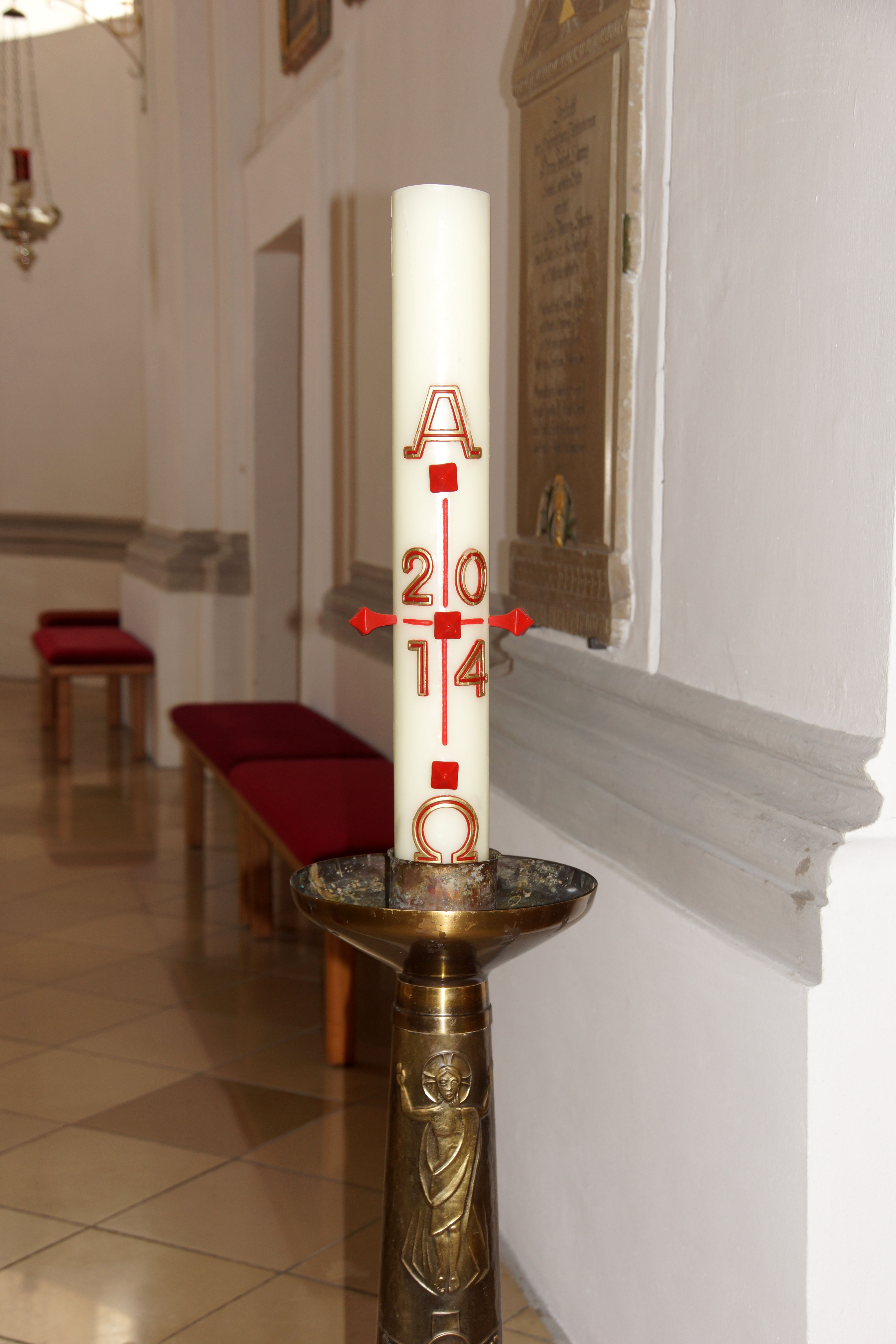
Nach 1951: Wo es der Brauch ist, ritzt der Zelebrant mit einem Griffel ein Kreuz in die Kerze, darüber zeichnet er den griechischen Buchstaben Alpha, darunter den Buchstaben Omega, zwischen die Kreuzarme schreibt er die Jahreszahl. In das eingeritzte Kreuz kann er fünf Weihrauchkörner einfügen.

| Vor der Reform | Ab 1951 | Nach dem II. Vatikanischen Konzil |
| --- | --- | --- |
| Am Osterfeuer weihte der Zelebrant lediglich dieses und die fünf Weihrauchkörner. Das Licht wurde vom Diakon mit einem dreiarmigen Kerzenleuchter (Triangelleuchter), der nach einer von vielfältigen späteren Deutungen die Dreifaltigkeit symbolisierte, in die Kirche getragen. Dem Leuchter wurde das Kreuz vorangetragen. Die Osterkerze wurde erst während der Exsultet-Präfation durch den Diakon bereitet. Vor den Worten In huius igitur noctis gratia, suscipe, sancte Pater, incensi hujus sacrificium vespertinum („In der Gnade dieser Nacht nimm an, heiliger Vater, das Abendopfer dieses Weihrauches“) fügte er die Weihrauchkörner in die Kerze ein. Vor den Worten Qui licet sit divisus in partes, mutatio tamen luminis detrimenta non novit („Wenn es auch geteilt ist, kennt es doch keine Schwächung des Lichtes“) wurde die Osterkerze entzündet, wenig später auch alle Lichter in der Kirche (aber noch nicht die Altarkerzen).                                                            | Die Osterkerze wird am Osterfeuer vor der Kirche bereitet und geweiht. Zusätzlich zu den Weihrauchkörnern werden in die Osterkerze noch ein Kreuz, die griechischen Buchstaben Alpha und Omega und die Jahreszahl eingeritzt. Die brennende Osterkerze wird der Prozession in die Kirche vorangetragen, ggf. geht vor der Osterkerze der Thuriferar. | wie 1951 |
| Bei drei Unterwegshalten wurde jeweils eine der drei Kerzen mit dem Ruf Lumen Christi – Deo gratias entzündet. Dabei knieten alle nieder. In der Kirche hatte der Triangelleuchter seinen Platz bei den Stufen des Altars, die Osterkerze stand daneben und wurde erst gegen Ende des Exsultet entzündet. | Drei Unterwegshalte mit demselben Wechselruf, Kniebeuge zur Osterkerze hin; alle tragen Kerzen, beim ersten Halt zündet der Priester seine Kerze an der Osterkerze an, beim zweiten wird das Licht an alle liturgischen Dienste weitergegeben, beim dritten an alle Gottesdienstteilnehmer. Die Osterkerze wird in der Mitte des Chorraumes aufgestellt. | Beim zweiten Halt zünden alle ihre Kerzen mit dem Feuer von der Osterkerze an. |
| Zwölf Lesungen aus dem Alten Testament. Dazu wechselte der zelebrierende Priester von Chormantel zu Kasel und Manipel (alles in Violett), auch der Diakon wechselte von weißen zu violetten Paramenten. | Vier Lesungen aus dem Alten Testament mit Canticum, Kniebeuge zum Ruf Flectamus genua – Levate und Oration. der Zelebrant trug auch bei diesem Teil der Osternacht den violetten Chormantel | Sieben Lesungen aus dem Alten Testament (aus pastoralen Gründen konnten sie auf zwei oder drei beschränkt werden), danach jeweils Psalm mit Antiphon und Oration oder Stille. |
| Der zelebrierende Priester legte die Kasel wieder ab und trug für den folgenden Teil der Feier den Chormantel. Prozession mit Kreuz und brennender Osterkerze beim Gesang des Tractus Sicut cervus desiderat ad fontes aquarum („Wie der Hirsch lechzt nach frischem Wasser“, Ps 42,2 ) zur Taufkapelle, dort Taufwasserweihe. Dabei wurde die Osterkerze dreimal in das Wasser gesenkt. Ein Teil des Wassers wurde für den Gebrauch der Gläubigen als „Osterwasser“ abgesondert, dem im Taufbecken verbleibenden Wasser wurden heilige Öle als Taufwasser beigemischt. Die Gläubigen wurden mit Osterwasser besprengt, die Weihwasserbecken wurden gefüllt. Gegebenenfalls wurde zu diesem Zeitpunkt auch die Taufe gespendet. Zu diesem Anlass wird wiederum die liturgische Farbe gewechselt, der Zelebrant trägt zum Taufen einen weißen Chormantel. Anschließend wurde wieder der violette Chormantel angelegt und die Allerheiligenlitanei gesungen, bei der jede Anrufung und deren Antwort wiederholt wurde. | Die Taufwasserweihe findet nicht an ihrem traditionellen liturgischen Ort, sondern im Chorraum statt. Eine weitere Neuerung ist die Zweiteilung der Allerheiligenlitanei; zu Beginn der Taufwasserweihe wird der erste Teil derselben gesungen, jede Anrufung und Antwort nur einmal. Nun folgen gegebenenfalls Taufen, dann wird das Taufwasser in Prozession zum Taufbrunnen getragen. Als neuer Ritus folgt die Erneuerung des Taufversprechens, bei der alle brennende Kerzen in Händen halten. Die Anwesenden werden mit Osterwasser besprengt, es folgt der zweite Teil der Allerheiligenlitanei. | Taufwasserweihe und Taufen finden in der heiligen Messe nach Evangelium und Homilie statt, und zwar – je nach den örtlichen Verhältnissen – am Taufbrunnen oder im Altarraum. Sie beginnt mit der Allerheiligenlitanei, die wieder am Stück gesungen wird, wenn auch nicht am traditionellen Zeitpunkt. Bei der Taufwasserweihe entfallen die traditionelle Präfation und die Beimengung der heiligen Öle. Wird kein Taufwasser geweiht, wird Osterwasser gesegnet. Nun folgt die Erneuerung des Taufversprechens und Besprengung, wozu alle brennende Kerzen tragen. Das Credo entfällt folgerichtig. |
| Hochamt ohne Introitus, Offertorium, Credo, Agnus Dei, Friedenskuss und Communio. Nach der Communio wurde die verkürzte Vesper gesungen. | Hochamt ohne Stufengebet, Introitus, Credo, Offertorium, Agnus Dei und Friedenskuss. Nach der Communio werden die verkürzten Laudes gesungen. | Nach der letzten Lesung aus dem Alten Testament werden die Altarkerzen angezündet, die heilige Messe beginnt mit dem feierlichen Gloria. Nach Taufwasserweihe und Taufe wird die Eucharistiefeier mit den Fürbitten fortgesetzt. Die Laudes nach der heiligen Messe ist entfallen. |

### Stundengebet
Für die gemeinsame Feier des Stundengebets von Gründonnerstag bis Ostern legte das Dekret Maxima redemptionis nostrae mysteria fest:
- „Matutin und Laudes werden nicht am Abend vorweggenommen, sondern zu angemessener Stunde am Morgen gebetet. Jedoch können Matutin und Laudes des Gründonnerstages in Kathedralkirchen am Abend vorweggenommen werden, da am Gründonnerstag früh die Messe der heiligen Öle gefeiert wird.“
- „Die kleinen Tagzeiten werden zu angemessener Stunde gebetet.“
- „Die Vesper am Gründonnerstag und Karfreitag entfällt. An ihre Stelle treten die liturgischen Hauptgottesdienste dieser Tage. Am Karsamstag wird sie zu gewohnter Stunde nachmittags gebetet.“
- „Die Komplet wird am Donnerstag und Freitag im Anschluss an die liturgischen Gottesdienste am Abend gebetet; am Karsamstag fällt sie aus.“

## Verbreitung der Reformen Pius’ XII.
In der Grabeskirche von Jerusalem wird die Liturgie der Osternacht nach wie vor am Vormittag des Karsamstags gefeiert, da der aus dem 19. Jahrhundert stammende Status quo zur zeitlichen Nutzung der Grabeskirche durch die verschiedenen Konfessionen einer Verlegung entgegensteht.
Die Gemeinschaften in voller Einheit mit dem Papst, die die Liturgie von 1962 feiern, wie etwa die Priesterbruderschaft St. Petrus, begehen die Karwochenliturgie nach der Neuordnung Pius’ XII., ebenso die Priesterbruderschaft St. Pius X., die keinen kanonischen Status in der römisch-katholischen Kirche hat. Einige sedisvakantistische Gruppierungen wie die Congregation of Mary Immaculate Queen lehnten die Reform von 1955 als nicht rechtmäßig ab und praktizieren weiter die bis dahin geltende Form der Karwochenliturgie.
2018 gewährte die Päpstliche Kommission Ecclesia Dei einigen altrituellen Gemeinschaften einen Indult, auf drei Jahre ad experimentum die Karwoche wieder nach den liturgischen Büchern von vor 1951/56 feiern zu dürfen; es muss dabei jedoch die von Papst Benedikt XVI. überarbeitete Form der Karfreitagsfürbitte für die Juden verwendet werden.
Nach Ablauf des Indultes ad Experimentum ist die Verwendung der präpianischen Kar- und Osterliturgie uneinheitlich. Im Kontext des Motu Proprio Traditionis custodes von Papst Franziskus vom 16. Juli 2021 hat beispielsweise das Generalvikariat für die Diözese Rom den Gebrauch aller älteren als die 1962er-Liturgie im Bistum untersagt, so dass die von der FSSP betreute römische Personalpfarrei Santissima Trinità dei Pellegrini seit 2022 anders als in den Jahren der Gültigkeit des betreffenden Indultes wieder die 1962er-Liturgie zelebriert, in der FSSP-Niederlassung in Auckland (Neuseeland) wird hingegen weiterhin die Liturgie von 1951/55 gefeiert. Den deutschen Sprachraum betreffend wurde 2022 z. B. in der FSSP-Gemeinde Regensburg anders als in den Jahren während der Gültigkeit des Indultes wieder die 1962er-Liturgie gefeiert. Für die FSSP-Gemeinde München lassen die Hinweise zum Ablauf des Palmsonntages denselben Rückschluss auf Verwendung des 1962er-Ritus zu. Seit 2018 wurde die Karwoche dort ebenfalls nach den Büchern von 1951/55 zelebriert.
Im Kloster Maria Engelport (Institut Christus König und Hohepriester /Status: innerhalb der röm.-kath. Kirche) wird die Liturgie der Karwoche nach den Büchern von 1951/55 zelebriert.